# Pyesia jansoni
Pyesia jansoni là một loài bọ cánh cứng trong họ Chrysomelidae. Loài này được Martin Jacoby miêu tả khoa học năm 1878.